# Alliopsis pilitarsis
Alliopsis pilitarsis är en tvåvingeart som först beskrevs av Stein 1900.  Alliopsis pilitarsis ingår i släktet Alliopsis och familjen blomsterflugor. Arten är reproducerande i Sverige. Inga underarter finns listade i Catalogue of Life.